# Koszalin
Koszalin (tysk: Köslin) er en by i Polen, i zachodniopomorskie voivodskab. Koszalin ligger på Białogard-sletten ved floden Dzierżęcinka og ved Europavej E28.

## Befolkning, areal og telefonkode
- befolkning: 109.170 (2014)
- areal: 98,34 km²
- telefonkode: (0-94)

## Byer ved Koszalin
- Słupsk
- Kołobrzeg
- Darłowo
- Sławno
- Białogard
- Sianów
- Połczyn - Zdrój
- Karlino
- Bobolice
- Kępice
- Polanów